# 조이스 추
사엽초 (四葉草, 네잎클로버)라는 별명을 가진 조이스 추 (1997년 3월 7일생)는 말레이시아의 가수이다. 유튜브 5천만만뷰를 찍은 뮤직비디오 "I miss you" 로 명성을 크게 날렸다. 그녀는 또한 RED People이라는 논란이 많은 래퍼-작곡가 Namewee이 감독으로 있는 예술가 집단의 멤버이다.